# Судно спеціальне для робіт на шельфі

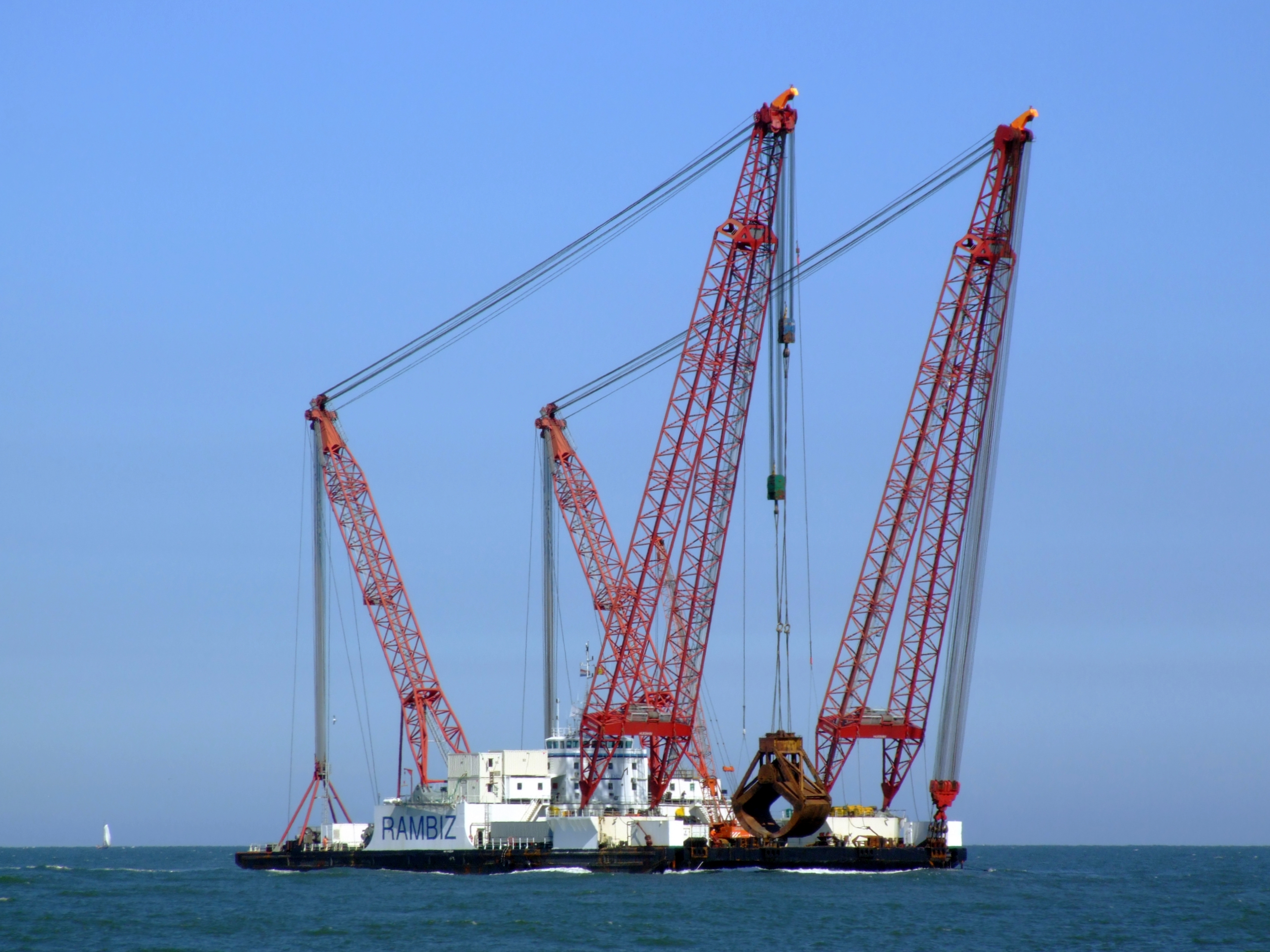
Плавучий кран великої вантажопідйомності Rambiz

Судно спеціальне для робіт на шельфі — судно, розроблене чи переобладнане для виконання завдань, пов'язаних з роботами на шельфі. До таких суден зокрема належать:
- призначені для проведення будівельних робіт у акваторіях (пальних, геотехнічних, кранових, тощо);
- призначені для виконання завдань у нафтогазовій галузі (судна сейсмічної розвідки, бурові судна, судна для внутрішньосвердловинних робіт);
- призначені для спорудження вітрових електростанцій;
- кабелеукладальні та/або каменеукладальні;
- трубоукладальні;
- призначені для робіт з великими вантажами;
- судна обслуговування офшорних робіт (робота з якорями та ланцюгами, постачання, боротьба з пожежами, обслуговування підводних робіт).
Багато із цих суден здатне виконувати більш ніж один вид зазначених вище робіт.

## Міжнародна класифікація
Враховуючи різноманітність завдань та здатність одного й того ж судна виконувати кілька видів робіт, наразі відсутня узагальнена класифікація таких суден за призначенням. Міжнародні судноплавні регістри віддають перевагу відповідності суден певним критеріям, а не їх віднесенню до типу виконуваних робіт.

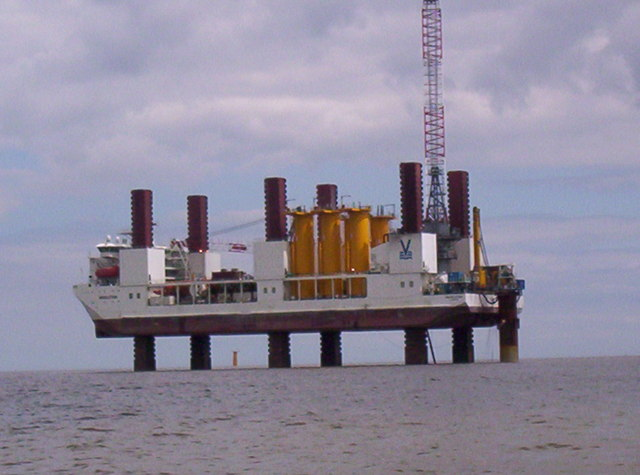
Перше спеціалізоване судно для встановлення вітрових турбін MPI Resolution

Поява нових видів робіт може призводити до класифікації суден у нових категоріях, наприклад, в індустрії спорудження офшорних вітроелектростанцій. В той же час, розвиток відповідної галузі офшорних робіт може призводити до невідповідності суден раніше визначеному об'єктному завданню.

## Можлива класифікація суден
СУДНО БАГАТОЦІЛЬОВОГО ПРИЗНАЧЕННЯ ОБСЛУГОВУЮЧЕ — судно, яке використовують для гасіння пожеж, ведення підводних операцій, забезпечення водолазних робіт, ремонту й обслуговування, а також для надання медичної допомоги.
СУДНО БЕЗ ЕКІПАЖУ ПІДВОДНЕ — підводне судно, споряджене для проведення морських підводних робіт під керуванням материнського судна.
СУДНО БУРОВЕ — плавна споруда для морського буріння свердловин з прорізом у корпусі, над яким встановлено бурову вежу, і системою для утримання судна над гирлом свердловини. Див. бурове судно, тендер буровий.
СУДНО БУРОВЕ ДОСЛІДЖУВАЛЬНЕ — клас корабля, призначений для проведення досліджень у районах морської акваторії з метою пошуку та розвідки вуглеводнів.
СУДНО ДЛЯ ВСТАНОВЛЕННЯ ЯКОРІВ — судно, спеціально призначене для встановлення і піднімання швартового оснащення шельфових бурових устатковань, обладнане великими лебідками і спеціальними пристосуваннями для приєднання і від'єднання важких якорів і ланцюгів.
СУДНО ДЛЯ «МОКРИХ» ЗАНУРЕНЬ — судно для неізольованих від морської води занурень.
СУДНО ДЛЯ ОБСЛУГОВУВАННЯ В АВАРІЙНИХ СИТУАЦІЯХ — судно багатоцільового призначення для надання допомоги шельфовим устаткованням в аварійних ситуаціях.
СУДНО ДЛЯ «СУХИХ» ЗАНУРЕНЬ — невелике малошвидкісне судно з екіпажем з двох осіб, які перебувають у барокамері з тиском 0,1 МПа; використовують для зйомок, відбирання зразків з морського дна та інспекцій.
СУДНО ДОПОМОГИ ВОДОЛАЗАМ ПРИВ'ЯЗНЕ ПІДВОДНЕ — самохідне підводне судно, кероване людиною і здатне перевозити водолазів до робочого місця для виконання робіт з сатурацією в глибоководних умовах. Істотною відміною суден цього типу є внутрішній герметичний відсік, ізольований від робочої камери, через яку водолаз виходить у воду для вільного плавання.
СУДНО ЕКІПАЖНЕ — легке високошвидкісне допоміжне судно довжиною зазвичай 20-30 м із можливістю перевезення обмеженої кількості вантажів, яке здатне транспортувати осіб до шельфового устатковання.
СУДНО З ЕКІПАЖЕМ ПІДВОДНЕ — підводна камера, керована і контрольована одним чи кількома членами екіпажу, які знаходяться на борту. Існує шість основних типів суден такого класу: судно для «сухих» занурень; підводне судно для перевезення персоналу; підводне судно допомоги водолазам; судно для «мокрих» занурень чи камера плавання; силове устатковання; традиційний підводний човен.
СУДНО З ЕКІПАЖЕМ ПІДВОДНЕ АВТОНОМНЕ — традиційний підводний човен, керований людьми, обладнаний навігаційною системою та системою збору інформації.
СУДНО З ЕКІПАЖЕМ ПРИВ'ЯЗНЕ ЗАГЛИБНЕ — самохідне глибоководне інспекційне судно, призначене для виконання задач, що не під силу водолазам; може працювати на глибині до 5000 м.
СУДНО-ЗБИРАЧ ПРОЛИТОЇ НАФТИ — судно, призначене для збирання з поверхні води нафти, масла та інших забруднювачів.
СУДНО КРАНОВЕ ТРУБОУКЛАДАЛЬНЕ — судно, призначене для виконання функцій трубоукладальної та кранової барж.
СУДНО МАТЕРИНСЬКЕ — судно для обслуговування одного чи більше невеликих заглибних суден з екіпажем, обладнаних для виконання різноманітних підводних операцій.
СУДНО НАДУВНЕ ТВЕРДЕ — самохідне судно завдовжки 20-30 футів, що використовується при рятувальних операціях для обслуговування рятувальних суден, котрі працюють у Північному морі.
СУДНО НАЛИВНЕ — судно, пристосоване для перевезення рідинних вантажів (напр. нафти), які наливають у них. Див. танкер.
СУДНО НАПІВЗАНУРЕНЕ ОБСЛУГОВУЮЧЕ — пристосування напівзануреного бурового устатковання для виконання різних функцій, а саме: забезпечення водолазних робіт, робіт з морськими підводними трубопроводами, обстеження й обслуговування платформ і здійснення пожежного контролю.
СУДНО ОБСЛУГОВУВАННЯ ВОДОЛАЗНИХ РОБІТ — споряджене засобами для підтримки підводних робіт. Ця функція може і не бути першочерговою. Без системи позиціювання судно припиняє роботи при вітрі силою 5-6 балів за шкалою Бофорта, але з такою системою мобільність його різко зростає.
СУДНО ОБСЛУГОВУЮЧЕ — судно, призначене чи пристосоване для обслуговування бурових робіт на шельфі. Виконує такі функції: буксирування, закріплення якорів, транспортування, постачання, перевезення важкого устаткування, укладання трубопроводів, асистування при зануреннях водолазів та ін. Син. — обслугове судно.
СУДНО ПІДВОДНЕ — підводне судно з екіпажем із двох чи трьох чоловік, яке використовується при пошуках і розвідці родовищ нафти і газу, виконує океанографічну зйомку, встановлює, перевіряє і підіймає на поверхню підводне устаткування.
СУДНО ПОСТАЧАННЯ — судно, що перевозить нафтопромислове устаткування з берегових баз на бурове устатковання, котре знаходиться на точці буріння; може одночасно виконувати функції встановлення і зняття якорів та буксирного судна.
СУДНО ПОШУКОВЕ — судно, яке використовується для відбору керна із морського дна або для буріння пошукових свердловин.
СУДНО РЕЗЕРВНЕ — 1. Судно, що готове надати допомогу у випадку виникнення небезпеки поблизу шельфового устатковання чи на ньому. Правила Великої Британії вимагають постійного чергування резервних суден у всіх зонах небезпеки. 2. Судно, що обслуговує шельфове бурове устатковання, зокрема напівзанурене, залишається на своєму місці в зоні безпеки і готове надати допомогу материнському суду.
СУДНО РЯТУВАЛЬНЕ СУПРОВОДЖУВАЛЬНЕ — рятувальна шлюпка для обслуговування рятувальної камери в морі, забезпечує зв'язок, електроживлення та очищення від двоокису вуглецю.
СУДНО-СХОВИЩЕ З НАВАНТАЖУВАЛЬНИМ ПРИЧАЛОМ — напівзаглибне судно з двома ємностями, одна з яких використовується для складування нафти, видобутої зі шельфового родовища, інша — для баласту.
СУДНО ТРУБОУКЛАДАЛЬНЕ — судно, із якого укладають трубопровід на морське дно.